# Kamen Rider Reiwa: The First Generation
 (décembre 2019).
La mise en forme du texte ne suit pas les recommandations de Wikipédia : il faut le « wikifier ».
Les points d'amélioration suivants sont les cas les plus fréquents. Le détail des points à revoir est peut-être précisé sur la page de discussion.
- Les titres sont pré-formatés par le logiciel. Ils ne sont ni en capitales, ni en gras.
- Le texte ne doit pas être écrit en capitales (les noms de famille non plus), ni en gras, ni en italique, ni en « petit »…
- Le gras n'est utilisé que pour surligner le titre de l'article dans l'introduction, une seule fois.
- L'italique est rarement utilisé : mots en langue étrangère, titres d'œuvres, noms de bateaux, etc.
- Les citations ne sont pas en italique mais en corps de texte normal. Elles sont entourées par des guillemets français : « et ».
- Les listes à puces sont à éviter, des paragraphes rédigés étant largement préférés. Les tableaux sont à réserver à la présentation de données structurées (résultats, etc.).
- Les appels de note de bas de page (petits chiffres en exposant, introduits par l'outil «  Source ») sont à placer entre la fin de phrase et le point final[comme ça].
- Les liens internes (vers d'autres articles de Wikipédia) sont à choisir avec parcimonie. Créez des liens vers des articles approfondissant le sujet. Les termes génériques sans rapport avec le sujet sont à éviter, ainsi que les répétitions de liens vers un même terme.
- Les liens externes sont à placer uniquement dans une section « Liens externes », à la fin de l'article. Ces liens sont à choisir avec parcimonie suivant les règles définies. Si un lien sert de source à l'article, son insertion dans le texte est à faire par les notes de bas de page.
- La présentation des références doit suivre les conventions bibliographiques. Il est recommandé d'utiliser les modèles {{Ouvrage}}, {{Chapitre}}, {{Article}}, {{Lien web}} et/ou {{Bibliographie}}. Le mode d'édition visuel peut mettre en forme automatiquement les références.
- Insérer une infobox (cadre d'informations à droite) n'est pas obligatoire pour parachever la mise en page.

Pour une aide détaillée, merci de consulter Aide:Wikification.
Si vous pensez que ces points ont été résolus, vous pouvez retirer ce bandeau et améliorer la mise en forme d'un autre article.
Série
Kamen Rider Heisei Generations FOREVER 
Kamen Rider Zi-O: Over Quartzer
Pour plus de détails, voir Fiche technique et Distribution.
Kamen Rider Reiwa: The First Generation (仮面ライダー 令和 ザ・ファースト・ジェネレーション, Kamen Raidā Reiwa Za Fāsuto Jenerēshon) est un film japonais de type tokusatsu et un cross-over entre Kamen Rider Zero-One et Kamen Rider Zi-O, sorti le 21 décembre 2019. Il succède à la série de films Heisei Generations. Le film sert d'hommage à la série télévisée Kamen Rider de 1971.  

## Sypnosis
L'Hiden Zero-One Driver ne peut être utilisé que par le président de la société Hiden Intelligence. Quelle est la volonté qui a mené à la création de cet appareil et qui est tombé entre les mains d'Aruto Hiden ? La véritable histoire de la naissance de Kamen Rider Zero-One sera révélé !
Kamen Rider Zi-O, qui s'est battu comme le plus grand roi démoniaque des Kamen Riders de l'ère Heisei avait choisi de réinitialiser le monde et de vivre une nouvelle vie. Pourquoi Sougo Tokiwa se transforme-t-il de nouveau en Kamen Rider et rencontre-t-il Zero-One ? La vraie fin de Kamen Rider Zi-O choisie par Sougo sera révélée !
Le monde de Kamen Rider Zero-One et le monde de Kamen Rider Zi-O. Les deux héros vivent dans des mondes différents, mais ce qui les attend après avoir traversé le temps et l'espace dans un seul monde ? Union ou conflit ? Cet hiver marque une nouvelle légende dans l'histoire de Kamen Rider.

## Personnages[4]

### Personnages originaux
Finis (フィーニス, Fīnisu) est une Time Jacker du futur du monde de Zero-One. Elle arrive dans le passé avec Another Zero-One avec l'intention d’empêcher l'accident du Daybreak dans le monde de Zero-One et effacer l'histoire d'Aruto dans le cadre d'un complot de vengeance contre Kamen Rider Zi-O.
Finis a modifier l'histoire d'Aruto pour attirer Sougo Tokiwa, le Rider ayant collecté les pouvoirs des Riders pour devenir un Roi et de voler ses pouvoirs, lui permettant de devenir Another 1 (アナザー1号, Anazā Ichigō), ce qui fait d'elle un Another Rider basé sur Kamen Rider 1 de la série Kamen Rider de 1971 mais aussi le premier Another Rider à être basé sur un Showa Rider dans l'intention de devenir le "premier Kamen Rider" et la seule existante.
Finis a déclaré que les Kamen Riders sont des créations imparfaites, dérivés du mal et veut donc réécrire l'histoire de Zero-One.
Malgré le vol de la plupart des pouvoirs de Zi-O, Finis sera vaincu par la collaboration de Zi-O (sous sa forme GrandZi-O) et Zero-One.  
Son nom signifie "la fin" ou "la fermeture" en suédois et "fin" en latin. 
Finis est interprétée par Rina Ikoma (生駒 里奈, Ikoma Rina).

### Will
Will (ウィル, Wiru) est l'Humagear secrétaire du président Korenosuke. Il détient les secrets sur les circonstances de la naissance de Zero-One.
À la suite des machinations des Time Jackers, il prend le contrôle de Hiden Intelligence après avoir tué Korenosuke et remplace Aruto comme PDG.
Après avoir reçu une Anotherwatch de Finis, Will est devenu Another Zero-One (アナザーゼロワン, Anazā Zero Wan), ce qui a conduit Aruto Hiden à perdre ses pouvoirs car Another Zero-One a été créé en 2019, la même année où Aruto a fait ses débuts,.
Will mènera le soulèvement des Humagears avant d'être détruit par Kamen Riders Vulcan et Valkyrie.
Les capacités de Another Zero-One sont l'utilisation de ses ailes pour faire des tourbillons et bloquer les attaques ennemies, l'invocation d'essaim de sauterelles.
Another Zero-One capable d'invoquer un essaim de sauterelles est une préfiguration de la même capacité avec MetalCluster Hopper pour Zero-One avant l'introduction de la Progrise Hopper Blade.
Will est interprété par Sōkō Wada (和田 聰宏, Wada Sōkō),.

### Soreo Hiden
Soreo Hiden (飛電 其雄, Hiden Soreo) était un Humagear de type parent créé pour élever Aruto Hiden, qui était orphelin et le créateur de l'Hiden Zero-One Driver utilisé par Aruto. Avant l' accident de Daybreak Town, il a utilisé le Cycloneriser pour se transformer en Kamen Rider Ichi-Gata (仮面ライダー1型, Kamen Raidā Ichigata, littéralement « Masked Rider Type-1 »),.
Le Soreo Hiden original est mort quand Aruto est né, alors Hiden Intelligence a développé un Humagear ressemblant à Soreo pour prendre sa place en tant que soutien émotionnel pour Aruto. Un jour, en jouant avec Aruto sur un terrain, il a exprimé le désir de faire sourire son père. Cependant, Soreo a tristement affirmé que le désir de son fils était impossible, car il n'était qu'un robot sans sentiments. Aruto resta fidèle à son objectif, devenant déterminé à faire vraiment sourire son père. Inspiré par ces mots, Soreo a utilisé l'objectif de son fils pour faire sourire les autres avec lui en commençant à fabriquer des armes en utilisant la technologie du satellite Ark, dont il était le principal technicien avant son lancement et sa destruction ultérieure. Il a créé le Cycloneriser et le Rocking Hopper Zetsumerisekey, lui permettant de devenir Kamen Rider Ichi-Gata, ainsi que des prototypes pour le Forceriser et le Zetsumeriser qui seront utilisés par des Humagears. Il concevra l'Hiden Zero-One Driver et le Zero-One System, qu'il a conçu pour pouvoir protéger à la fois les humains et les Humagears en tant que son successeur.
Avec Will, le secrétaire de Korenosuke Hiden, Soreo était initialement connecté au satellite Ark et prévoyait de le lancer dans l'espace. Lors de la finalisation du Zero-One System, Will interroge Soreo sur ce qu'il ferait en tant que nouveau président de Hiden Intelligence si Korenosuke Hiden décède, puisque le modèle humain de Soreo était le fils de Korenosuke. Cependant, Soreo révèle à Will qu'il n'a aucun intérêt à devenir président, car il se voit, en tant que Humagear, inadapté à ce rôle. Lorsque l'IA du satellite Ark commence à mal fonctionner et devenir hostile à l'humanité, les connexions de Will et Soreo sont piratées par le satellite. Bien qu'il soit toujours connecté à Ark, Soreo parvient d'une manière ou d'une autre à résister à sa méchanceté et s'y connecte pour lui implanter un programme automatique. Ce programme le fait s'autodétruire afin d'empêcher Ark de se connecter à tous les Humagears à l'échelle mondiale.
Malgré cette victoire, elle est de courte durée, et Soreo rencontre sa disparition le jour de l'accident de Daybreak Town . Tout en jouant avec son fils et en faisant des blagues, il protège Aruto d'une explosion causée par Satoshi Sakurai qui s'est produite à l'usine Hiden Intelligence, endommageant Soreo de manière irréparable. Avant sa mort, il a assuré à son fils de continuer à décoller vers son rêve.
En raison des changements apportés à la chronologie de Zero-One causés par Time Jacker Finis, Soreo rencontre un Aruto plus âgé et continue de planifier la destruction d'Ark en téléchargeant le même programme qui l'aurait fait s'autodétruire. Cependant, l'ingérence de Will fait que Soreo succombe complètement au piratage d'Ark et il est obligé de combattre son fils, Aruto.
De nos jours, Soreo donne à Aruto un Forceriser pour devenir Kamen Rider ZeroZero-One après avoir perdu la capacité de se transformer normalement. Il nie également Aruto lors d'un vote avec les autres Humagears comme étant le bris d'égalité de devenir président pour diriger Hiden Intelligence, car il pense qu'à moins de le surpasser, son rêve de coexister entre les humains et les Humagears n'aura aucun sens. Aruto décide finalement de combattre Soreo, et ce dernier est vaincu. Il est révélé que Soreo n'a pas vraiment été piraté par Ark car il voulait qu'Aruto saute vers son propre rêve, le rassurant qu'il n'est le successeur de personne. Aruto est nommé président de Hiden Intelligence alors que le corps de Soreo se désactive, mais pas avant de donner à Aruto son Rocking Hopper Zetsumerisekey. Après qu'Another 1 soit détruit, le corps désactivé de Soreo se dissout alors que la chronologie revient à la normale.
Alors que les Humagears modernes peuvent normalement avoir leurs données sauvegardées dans un nouveau corps Humagear, les données de Soreo étant liées à Ark, ce qui signifie qu'il ne peut jamais être restauré et donc ses données sont perdues pour toujours.
Le rôle de Soreo jusqu'à sa mort finit par laisser un impact majeur sur la vie d'Aruto, devenant sa motivation pour faire sourire les gens, qu'ils soient Humagears ou humains, et sa quête pour réaliser les rêves des autres.
Il a été conçu et développé comme un prototype de "Kamen Rider" qui protège les humains et l'équipement humain.
Pendant le combat, il utilise les arts martiaux qui utilisent son système d'entraînement robuste.
Tout en libérant les particules de renforcement du "Cycled Muffler" au niveau du col, Ichi-Gata peut lancer une série d'attaques à grande vitesse.
Ses attaques finales sont Rocking Spark (ロキングスパーク, Rokkingu Supāku) , une multitudes d'attaques à grande vitesse et Rocking The End (ロキングジエンド, Rokkingu Ji Endo), un Rider Kick libérant une énergie rougeoyante précédé d'un saut.
Kamen Rider Ichi-Gata est un hommage à Kamen Rider Ichigo de Kamen Rider mais aussi à Kamen Rider Ichigo de Kamen Rider The First :
- Tous les trois ont pour thème le même animal : la sauterelle.

- Tous les trois ont un nom en rapport avec le chiffre "un".
- La ceinture de transformation d'Ichi-Gata, le Cycloneriser, porte le nom de la moto de Kamen Rider 1, le Cyclone .
- Le Cycled Muffler d'Ichi-Gata ressemble beaucoup à l'écharpe rouge de Kamen Rider 1.
  - Ceci est appuyé chaque fois qu'Ichi-Gata utilise ses attaques finales, car l'excès d'énergie libéré par le Cycled Muffler produit un effet similaire à l'écharpe Kamen Rider 1.

Kamen Rider Official a déclaré que Kamen Rider Ichi-Gata a été développé comme le prototype du Kamen Rider qui protégerait l'humanité et les Humagears :
- Le Kamen Rider en question est certainement Kamen Rider Zero-One.
- Cela confirme que Kamen Rider ZeroZero-One n'est pas le véritable prototype de Zero-One, en raison de l'utilisation du MetsubouJinrai Forceriser , spécifiquement destiné aux membres de MetsubouJinrai.net.

Soreo Hiden est interprété par Koji Yamamoto (山本 耕史, Yamamoto Kōji).

## Continuité dans l'histoire
- Kamen Rider Zi-O : Le film se déroule quelque temps après l'épisode final de la série et avant Kamen Rider Zi-O NEXT TIME: Geiz, Majesty.
- Kamen Rider Zero-One : Le film se déroule entre les épisodes 9 et 10 , en raison de l'absence de la forme Shining Hopper de Zero-One. La scène post-générique qui met en avant Kamen Rider Thouser se déroule quant à elle quelque temps après Project Thouser .

## Distribution

### Distribution deKamen Rider Zero-One
- Aruto Hiden (飛電 或人, Hiden Aruto?): Fumiya Takahashi (高橋 文哉, Takahashi Fumiya?)
- Isamu Fuwa (不破 諫, Fuwa Isamu?): Ryutaro Okada (岡田 龍太郎, Okada Ryūtarō?)
- Is (イズ, Izu?): Noa Tsurushima (鶴嶋 乃愛, Tsurushima Noa?)
- Yua Yaiba (刃 唯阿, Yaiba Yua?): Hiroe Igeta (井桁 弘恵, Igeta Hiroe?)
- Jin (迅?): Daisuke Nakagawa (中川 大輔, Nakagawa Daisuke?)
- Horobi (滅?): Syuya Sunagawa (砂川 脩弥, Sunagawa Shūya?)
- Shesta (シェスタ, Shesuta?): Asumi Narita (成田 愛純, Narita Asumi?)
- Sanzō Yamashita (山下 三造, Yamashita Sanzō?): Arata Saeki (佐伯 新, Saeki Arata?)
- Jun Fukuzoe (福添 准, Fukuzoe Jun?): Kazuya Kojima (児嶋 一哉, Kojima Kazuya?)
- Korenosuke Hiden (飛電 是之助, Hiden Korenosuke?): Tokuma Nishioka (西岡 德馬, Nishioka Tokuma?)
- Soreo Hiden (飛電 其雄, Hiden Soreo?) : Koji Yamamoto (山本 耕史, Yamamoto Kōji?)

### Distribution deKamen Rider Zi-O
- Sougo Tokiwa (常磐 ソウゴ, Tokiwa Sōgo?): So Okuno (奥野 壮, Okuno Sō?)
- Geiz Myokoin (明光院 ゲイツ, Myōkōin Geitsu?): Gaku Oshida (押田 岳, Oshida Gaku?)
- Tsukuyomi (ツクヨミ?): Shieri Ohata (大幡 しえり, Ōhata Shieri?)
- Woz (ウォズ, Wozu?): Keisuke Watanabe (渡邊 圭祐, Watanabe Keisuke?)

### Invités
- Finis (フィニス, Fīnisu?) : Rina Ikoma (生駒里奈, Ikoma Rina?)
- Will (ウィル, Wiru?) : Soko Wada (わだそこ, Wada Soko?)

### Rôles de doubleurs
- Gai Amatsu (天津 垓, Amatsu Gai?): Nachi Sakuragi (桜木 那智, Sakuragi Nachi?)